# 捉放曹
捉放曹，中国古典文学《三国演义》中的一个故事，见该书的第四回《废汉帝陈留践位 谋董贼孟德献刀》。基于该故事的同名京剧传统剧目是余派的经典剧目，而由此衍生的同名相声段子是相声柳活段子的代表节目。

## 故事梗概
东汉末年，董卓专权，曹操试图刺杀董卓，未遂改装逃走，逃到中牟县时被县令陈宫擒获。陈宫感于曹操的忠义，弃官与其一同逃走。两人经过曹操故人吕伯奢家，吕伯奢外出买酒时，曹操怀疑吕伯奢家人将要谋害自己，杀死吕氏全家，焚庄逃走。途中遇到回家的吕伯奢，曹操又将其杀害。陈宫见曹操心毒手狠，十分懊悔，宿店时本打算趁曹熟睡时刺杀曹，后又觉不妥独自离去。

## 京剧
京剧《捉放曹》是一齣传统的骨子老戏，是老生和花脸合作的对儿戏中非常受重视的一出，很多不同流派的老生和花脸都曾出演过这一剧目。京剧《捉放曹》可分为公堂、行路和宿店等部分。其在政治倾向上与原著《三国演义》是一致的，对曹操的形象进行了丑化，该剧中曹操的凶狠残忍甚至超过了原著。剧中的曹操和陈宫以《三国演义》为“蓝本”，结合戏曲综合艺术的表演功能，使原来的故事和人物更加生动形象，给人带来听觉上、视觉上的鲜明、强烈的刺激和感受。
1997年中国国家主席江泽民访问美国期间，于11月2日晚参与华侨华人欢迎活动时曾清唱京剧《捉放曹》中的“一轮明月照窗下”一句。
2021年9月29日，由上海电影(集团)有限公司、上海京剧院、上海广播电视台、首都京胡艺术研究会联合出品的8K全景声京剧电影《捉放曹》在上海科技馆分馆上海自然博物馆首映。

## 相声
传统相声段子《捉放曹》衍生于同名京剧作品，其表演形式为对口相声，是相声柳活段子的代表节目，其中有大量的京剧学唱内容，内容多为自称“名角”的逗哏者与捧哏的“票友”共演京剧《捉放曹》选段，结果反而暴露了“名角”不学无术、资质平平的事实。著名演员有华子元、苏文茂、侯宝林。

## 相关历史
“捉放曹”一事于史有载，但另有其人，姓名已不可考，陈宫是东郡人，《三国志》关于他的最早记载是引《世语》说他劝时任东郡太守的曹操领兖州牧，因此陈宫应当是在曹操被任命为东郡太守的191年開始跟隨曹操，不可能“捉放曹”。

《三国志·武帝纪》云：
|  | 太祖乃变易姓名，间行东归。出关，过中牟，为亭长所疑，执诣县，邑中或窃识之，为请得解。 |

又引《魏晉世語》云：
|  | 中牟疑是亡人，见拘于县。时掾亦已被卓书；唯功曹心知是太祖，以世方乱，不宜拘天下雄鉨，因白令释之。 |

其后曹操杀吕伯奢一家的事，史书也有记载，而《三國志》引用三種不同版本記載。

## 备注
1. ↑  骨子老戏是指最能体现剧种或流特点的经典剧目
2. ↑  对儿戏指两个演员在一齣戏中扮演分量不相上下的两个人物
3. ↑  柳活，又称柳活儿，是指相声中以学唱为主要内容的相声作品